# 圆湖
圆湖是中国云南省石林彝族自治县的一个岩溶湖泊，位于维则村东南阿把波与老坟山之间，因湖面呈圆形而得名。湖面直径400米，容量80万立方米。:84